# Ana Galánová
Ana Galánová (* 3. září 1964 Oviedo) je španělská spisovatelka literatury pro děti a mládež a veterinární lekařka.

## Životopis
Pochází ze severošpanělského města Oviedo. Od svých třech let žila v Madridu, kam se její rodina odstěhovala za prací. Pochází z velké rodiny, má dva starší bratry a mladší sestru. V dětství se věnovala sportu a baletu. Nejraději trávila čas se zvířaty, proto se rozhodla studovat veterinární lékařství. V roce 1987 získala titul na Universidad de Madrid. Po studiích začala pracovat v jedné madridské veterinární ordinaci. Po dvou letech odcestovala do Spojených států amerických, aby získala postgraduál. Pracovala v New Yorku v Animal Medical Centre. Tady také poznala svého manžela. Po narození syna v době mateřství se začala věnovat dětské literatuře a překladům dětských knih. V současnosti (2016) je matkou tří dětí. Získala zaměstnání v nakladatelství Scholastic, které se věnuje dětské literatuře. Byla editorkou pro španělské překlady. V průběhu její editorské práce začala také s psaním vlastních textů. V roce 2008 ukončila práci pro nakladatelství Scholastic a věnuje se pouze psaní literatury pro děti a mládež.

## Dílo
Část knih vyšla pouze ve španělštině, další knihy byly přeloženy do anglického jazyka, ale jelikož sama autorka vychovávala své děti v bilingvní domácnosti, rozhodla se publikovat přímo dvoujazyčné knihy. Zabývá se přiblížením jazyka dětem, ale také vytvářením vlastních příběhů.
Mezi její známá díla patří slovníky pro děti jako je NO IS NO. SÍ IS YES a MIRA IS LOOK. LIBRA IS BOOK. Mezi její dětské knížky v anglickém jazyce patří např. Billy is Bully o býkovi Billym, který ztratil všechny své přátele a chce je získat zpět. Nebo knížka Friends around the World o eskymácké dívce jménem Isabel, která si píše e-maily s dětmi z celého světa, a tak poznává jejich země a zvyky. Ve španělštině napsala knihu pohádek na dobrou noc, která vyšla pod názvem Un beso para cada noche.
Ve většině jejich dalších knížek vystupují zvířátka a to především psi, sem patří celá řada příběhů vycházejících pod názvem Escuela de cachorritos. Její knihy byly přeloženy i do českého jazyka.
U nás a na Slovensku vyšla její třídílná série Dračí srdce (Velká zkouška, Páté semínko, Nástrahy labyrintu).